# 34 Eskadra Rozpoznawcza

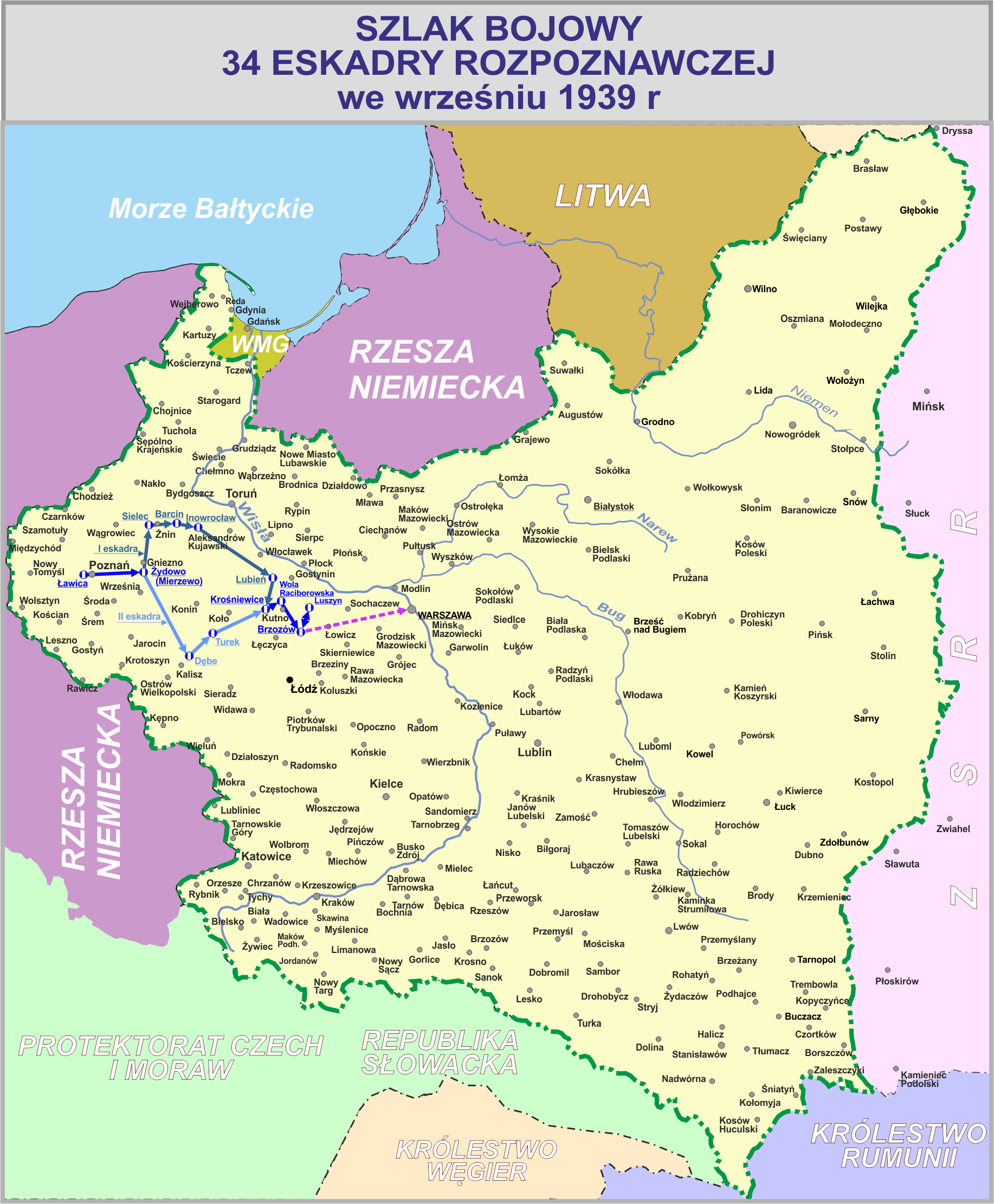

34 eskadra rozpoznawcza (liniowa) – pododdział lotnictwa Wojska Polskiego w II Rzeczypospolitej.
Sformowana w 1925 jako 34 eskadra lotnicza. W 1928 przemianowana na eskadrę liniową, a w 1939 w 34 eskadrę rozpoznawczą.
We wrześniu 1939 walczyła w składzie lotnictwa Armii „Poznań”.
Godło eskadry:
- biały równoramienny trójkąt na tle zielonego kwadratu z białą obwódką tylko na samolotach Potez

## Formowanie, zmiany organizacyjne i szkolenie
Eskadrę sformowano w 1925 jako 34 eskadrę lotniczą 3 pułku lotniczego w Poznaniu. Personel pochodził z nadwyżek etatowych innych eskadr 3 pułku. Etat przewidywał 6 samolotów typu Potez XV. Od połowy 1926 eskadra przezbrajała się w samoloty Potez XXVII i w tym też roku przemianowana została na eskadrę liniową.
W lecie 1929 załogi eskadry uczestniczyły w ćwiczeniach międzydywizyjnych na terenie Wielkopolski., a rok później w manewrach wojsk lądowych w rejonie Grodna i Nowogródka. Ćwiczenia doskonalące załóg eskadr liniowych przewidywały: rozpoznawanie i wykrywanie jednostek lądowych przeciwnika, wykonywanie nalotów na kolumny wojsk oraz linie umocnień – lotem koszącym kluczem, eskadrą lub dywizjonem, obrona przed atakami myśliwców.
Pod koniec 1930 eskadra wymieniła posiadane samoloty na  Potezy XXV.
We wrześniu 1931 zespół 34 eskadry zajął III miejsce w międzyeskadrowych zawodach technicznych, a na szczeblu  grupy aeronautycznej, załoga: ppor. obs. Czesław Kujawa i sierż.pil. Antoni Karliński zajęła IV miejsce.
W sierpniu eskadra współdziałała na terenie Mazowsza z oddziałami 2 Dywizji Kawalerii.
3 maja 1932 eskadra wzięła udział w defiladzie powietrznej eskadr liniowych.
Latem załogi odbyły szkołę ognia na poligonie w Biedrusku, po czym transportem kolejowym odjechały na lądowisko w m. Dworzec koło Nowogródka. Tam uczestniczyły w międzydywizyjnych ćwiczeniach wojsk lądowych.
W sierpniu 1933 załogi brały udział w międzygarnizonowych ćwiczeniach DOK VII, operując z lądowiska Cielętniki koło Częstochowy.
Zimą 1934 klucz por. obs. Czesława Kujawy brał udział w ćwiczeniach jednostek DOK VII, bazując na lotnisku Lublinek. W lecie eskadra współpracowała z I Grupą Artylerii. 
W 1937 eskadra przezbroiła się w samoloty  PZL-23B „Karaś”, mające już 3-osobową załogę i wymagające od pilota dobrze opanowanej techniki pilotażu. W sierpniu eskadra uczestniczyła w manewrach wojsk lądowych, operując z lotnisk Rudnik i Tomaszów Lubelski.
Załogi intensywnie trenowały strzelanie powietrzne i obronę przed atakami myśliwców.

## Działania 34 eskadry rozpoznawczej w 1939

### Mobilizacja eskadry
Od wiosny 1939 do eskadry sukcesywne wcielano rezerwistów.
W czerwcu 1939 przydzielono do eskadry 5 podchorążych ostatniego roku SPL Dęblin, a od połowy sierpnia personel eskadry dyżurował na lotnisku od świtu do zmroku.
Zarządzona mobilizacja ogłoszona 24 sierpnia została sprawnie zrealizowana przez personel eskadry. 34 eskadra liniowa została przemianowana na „rozpoznawczą”.
26 sierpnia 80% rzutu kołowego pod dowództwem por. obs. Franciszka Michalaka odjechało do Mierzewa. Personel latający z samolotami pozostał na lotnisku Ławica.
Po 2-dniowym pobycie nowy rozkaz dowódcy lotnictwa Armii „Poznań” nakazał podział rzutu kołowego na 3 człony z dyslokacją w miejscowościach Mierzewo, Wódka, Jarząbkowo. W nocy z 30 na 31 sierpnia dowódca eskadry otrzymał rozkaz przebazowania pierwszego członu rzutu kołowego do Gulczewa, a drugiego do majątku Czeluścin. Jednocześnie pchor. pil. Ryszard Malczewski został wysłany do Gulczewa motocyklem, by objąć funkcję oficera startowego. O świcie 31 sierpnia samoloty odleciały na lotnisko Czeluścin.

### Walki eskadry w kampanii wrześniowej
We wrześniu 1939 eskadra walczyła w składzie lotnictwa Armii „Poznań”.
1 września, wezwany rano do sztabu lotnictwa armii kpt. Badowski, po przyjeździe do Gulczewa, zarządził odprawę załóg, którym po zapoznaniu z ogólną sytuacją polityczno–militarną przekazał otrzymane w sztabie zadania.
Na rozpoznanie nad terytorium niemieckie w rejon Głogów–Żagań–Legnica–Wołów–Trzebnica polecieli por. obs. Grekowicz-Grochowski, pchor. pil. Sobczak i kpr. strz. Stengierski. Załoga powróciła na postrzelanym „Karasiu” meldując o licznych kolumnach samochodów w rejonie Ostrzeszowa. W rejonie Piła–Złotów–Jastrów–Wałcz–Gorzów–Świebodzin prowadziła rozpoznanie załoga por. obs. Bonkowskiego z kpr. pil. Jankowskim i kpr. strz. Marczakiem. W pobliżu Piły wykryto dwa czynne lotniska. Przelatujące w rejonie rozpoznania Messerschmitty zmusiły załogę do powrotu.
Na szosie Piła–Wyrzysk załoga zaatakowała przejeżdżające kolumny zmotoryzowane. Kapitan Benedykt Jankowski wspomina:

Wykryte na szosie Piła–Wyrzysk kolumny npla zostały ostrzelane silnym ogniem naszej broni pokładowej. Niemcy do tego stopnia byli zaskoczeni naszym nalotem, że w pewnej chwili wystrzelono rakiety by „nie strzelać do swoich” (widocznie wzięto nasz samolot za niemiecki Ju-87). Widząc bezskuteczność przerwania ognia i po rozpoznaniu naszej „szachownicy” – Niemcy otworzyli huraganowy ostrzał z posiadanych środków OPL. Nie wyprowadzając „Karasia” z lotu koszącego wziąłem kierunek na Wapienno, aby dostarczyć meldunek dowódcy 26 Dywizji Piechoty. Po zrzuceniu meldunku na płachtę 26 DP, bez przeszkód wróciliśmy na lotnisko.

Po południu lot dublowała załoga kpt. obs. Badowskiego z ppor. pil. Kosmowskim i kpr. strz. Czernym. W tym czasie por. Martyni na RWD-8 wyszukiwał tereny pod przyszłe lotniska polowe dla eskadry.
2 września, mimo niekorzystnych warunków atmosferycznych, rozpoczęto loty. Załoga por. obs. Noetzela miała rozpoznać sytuację na południowym skrzydle armii. Na skutek zamglenia wylądowała pod Mińskiem. Kontynuując lot do Gulczewa, została pod Kutnem ostrzelana przez własne oddziały i ponownie przymusowo lądowała. Dopiero następnego dnia lotnicy wrócili do jednostki.
Zadanie por. obs. Noetzela dublował por. obs. Michalak z kpr. pil. Zamojskim i kpr. strz. Stengierskim. Załoga wykryła w rejonie Ostrzeszowa niemiecką kolumnę pancerną i ostrzelała ją z lotu niskiego. W czasie ataku samolot został podziurawiony pociskami, a por. Michalak został lekko ranny w nogę.
W rejon Wolsztyn–Zbąszyń–Międzychód–Krzyż polecieli: por. obs. Gliszczyński, kpr. pil. Warchołek i kpr. strz. Wawrzak. Nie stwierdzono większych zgrupowań wojsk nieprzyjaciela.
Sytuację na styku Armii „Poznań” i Armii „Pomorze” rozpoznawała załoga: por. obs. Górecki, kpr. pil. Pingot i kpr. strz. Wilkowski. Na wysokości Żnina polski samolot był atakowany przez Me-109. Lotnicy wrócili bez strat do Gulczewa.
Po południu w rejon Wągrowiec–Czarnków–Piła–Wałcz polecieli pchor. obs. Żmichowski, kpr. pil. Harenda i kpr. strz. Wawrzak. Nad Piłą ostrzelała „Karasia” artyleria przeciwlotnicza. Pilot został lekko ranny, a stery samolotu przejął pchor. Żmichowski. Po zatamowaniu krwi, kpr. Harenda przejął ponownie stery i szczęśliwie wylądował w Gulczewie.
Rano, 3 września nastąpiło przesunięcie eskadry na lądowisko Kazimierz Biskupi.
Na rozpoznanie załogi startowały jeszcze z Gulczewa. W rejon Żmigrodu poleciała załoga: por. obs. Grekowicz-Grochowski, pchor. pil. Sobczak i kpr. strz. Stengierski. Podczas ataku na niemieckie kolumny, samolot został uszkodzony i lądując przymusowo, zaczepił o budynek w Cielczy i zapalił się. Obserwator zginął, a pilota i strzelca odtransportowano do szpitala w Jarocinie.
Zadanie por. Grochowskiego dublowała załoga: por. obs. Sławomirski, kpr. pil. Orlikowski i kpr. strz. Wiewiórkowski.

Porucznik Sławomirski wspominał:

Zadanie wykonywaliśmy na wysokości około 3500 m. Ostrzeliwani przez artylerię p. lotniczą npla osiągnęliśmy rejon Milcza. W drodze powrotnej przeszliśmy do lotu koszącego, by ostrzelać pociskami zapalającymi wykrytą kolumnę samochodową. Nasz nalot z niespodziewanego kierunku od zachodu i bardzo niskim locie koszącym był dużym zaskoczeniem dla wroga, powodując straty w ludziach i samochodach oraz panikę. Tylko przypadek chyba sprawił, że po poderwaniu samolotu kilka metrów wyżej przy zejściu nad kompleks leśny w rejonie Brzezin na płd. wschód od m. Kalisz nadzialiśmy się wprost na stanowisko przeciwlotniczego ckm wroga, usytuowanego na skraju lasu i na osi naszego lotu. Dostaliśmy serię pocisków w płaty i kadłub samolotu, który zapalił się. Nie mogliśmy wyciągnąć w górę, by wyskoczyć ze spadochronem, gdyż skupilibyśmy na sobie cały ogień niemieckiej OPL; również nie mogliśmy lecieć dalej na małej wysokości, bo w każdej chwili groziła eksplozja zbiorników paliwa na skutek rozprzestrzenienia się pożaru samolotu. Trzeba było więc lądować na wprost „na las”. Przed nami pojawiła się wąska, podmokła polana, na której dzięki wysokim umiejętnościom pilotażowym kpr. Orlikowskiego wylądowaliśmy, niestety z kapotażem płonącego „Karasia” w połowie dobiegu. Przy kapotażu wyrzuciło Orlikowskiego i mnie z maszyny (w końcowej fazie lądowania wyrzuciłem osłonę kabiny) na łąkę przed samolot. Straciłem przytomność. Po jej odzyskaniu zobaczyłem jakiegoś cywila, udzielającego mi pierwszej pomocy, który pokazał mi leżącego, nieprzytomnego i poparzonego kpr. Orlikowskiego. Wspólnie ocuciliśmy go i ugasili tlący się jeszcze na nim kombinezon. Cywil ten, obserwujący nasze lądowanie, powiedział, że kilkadziesiąt metrów od miejsca naszej kraksy wypadł z samolotu jakiś worek. Tym „workiem” okazał się strzelec samolotowy kpr. Wiewiórkowski, najbardziej narażony na dym i płomienie. Na skutek tego wyskoczył z samolotu przed pierwszym dotknięciem kolami ziemi. Doznał kontuzji kręgosłupa, połamania żeber, tracąc przytomność z chwilą upadku na podmokłą łąkę – ale żył jeszcze.

Cała załoga wkrótce została wzięta do niewoli, a po wyleczeniu w szpitalu znalazła się w obozie jenieckim.
Zadanie por. Sławomirskiego powtórzyła załoga por. Gliszczyńskiego z kpr. pil. Warchołkiem i kpr. strz. Marczakiem.
W trakcie lotu „Karaś” był kilkakrotnie ostrzeliwany przez niemiecką OPL, ale i atakowany przez polskiego myśliwca.
W tym czasie powtarzał lot rozpoznawczy pchor. obs. Żmichowski z kpr. strz. Wawrzakiem i nowym pilotem–pchor. Malczewskim. Nad Chodzieżą polski samolot wszedł w silny ogień niemieckiej piechoty. Mimo przestrzelin, samolot bezpieczne lądował na macierzystym lotnisku.
4 września załoga por. obs. Bonkowskiego wykonywała fotografie lotnisk w Pile i Złotowie. Zadanie wykonano, ale odłamki pocisków podziurawiły kadłub i skrzydła samolotu.
Załoga por. obs. Michalaka wykryła długą kolumnę wojsk niemieckich w marszu w kierunku Warty. Meldunek sygnalizował sztabowi armii zamiar obejścia północnego skrzydła Armii „Łódź”. Rozpoznanie w tym dniu prowadziły też załogi por. obs. Góreckiego i por. obs. Gliszczyńskiego.
O zmierzchu nastąpiła zmiana lotniska. Eskadra przegrupowała się z Kazimierza Biskupiego do Ozorzyna.
5 września por. obs. Martyni, pchor. pil. Weyman i kpr. strz. Wilkowski rozpoznawali północny obszar operacyjny Armii „Poznań”. Przed południem załogi por. Michalaka i pchor. Żychowicza rozpoznawały sytuację na północnym i południowym skrzydle armii. Po południu por. obs. Gliszczyński, kpr. pil. Warchołek i kpr. strz. Wawrzak prowadzili rozpoznanie w rejonie Sieradz–Popów–Uniejów i Beleń–Pstrokonie. Stwierdzono odwrót wojsk własnych w kierunku na Zduńską Wolę i Szadek. Podczas lotu „Karaś” był ostrzeliwany przez własnego myśliwca, który dopiero po trzecim ataku rozpoznał „szachownice”.
W tym czasie pchor. obs. Żmichowski, pchor. pil. Malczewski i kpr. strz. Marczak rozpoznali rejon Krotoszyn–Ostrów–Sieradz–Zduńska Wola, stwierdzając zacięte walki oddziałów Armii „Łódź”. W locie powrotnym „Karaś” był atakowany przez myśliwca niemieckiego. Wrócił na lotnisko z przestrzelonym zbiornikiem oleju.
6 września załoga por. Michalaka z kpr. pil. Zamojskim i ppor. obs. Śliwińskim jako strzelec, badała w osłonie myśliwskiej sytuację na południowym skrzydle przegrupowującej się armii. Po południu w rejon Warta–Sieradz–Zduńska Wola, polecieli por. obs. Górecki, kpr. pil. Pingot i kpr. strz. Wilkowski. Wracając z zadania, Polacy zostali zaatakowani przez Messerschmitty.

Oficer taktyczny eskadry tak opisuje tragiczny lot:	

W locie powrotnym nad wsią Borecznia w pobliżu Koła na wysokości ponad 1500 metrów załoga została zaatakowana przez 4 samoloty Me-109. W wyniku ataków Messerschmittów samolot polski zapalił się. Por. Górecki wyskakuje ze spadochronem na wysokości ok. 1000 m, ale piloci niemieccy otwierają ogień do ratującego się lotnika i rozstrzeliwują go w powietrzu. Martwy por. Górecki miał na sobie liczne ślady pocisków. Pilot, kpr. Pingot, został chyba ciężko ranny lub zabity, gdyż w ogóle nie ratował się i spłonął wraz z samolotem. Natomiast strzelec–kpr. Wilkowski – wyskakuje ze spadochronem dopiero na wys. 300 m odnosząc kontuzję nóg. Jako naoczny świadek niemieckiego barbarzyństwa powrócił do eskadry.

W południe eskadra otrzymała rozkaz przesunięcia na lotnisko Krośniewice–Perna. Podczas przelotu „Karaś”, pilotowany przez pchor. Weymana z kpr. mech. Stefanem Wilczyńskim, podchodząc do lądowania z niewyjaśnionych przyczyn runął na ziemię. Obaj lotnicy zginęli.
Z rozkazu szefa sztabu lotnictwa armii, kpt. Badowski odesłał do Bazy nr 3 w Lublinie około 75% taboru samochodowego. Kolumnami samochodowymi dowodzili podporucznicy Ciszewski i Śliwiński.
Rano 7 września na rozpoznanie wystartowała załoga: kpt. obs. Badowski, ppor. pil. Kosmowski i kpr. strz. Czerny. Wykryto dużą kolumnę zmotoryzowaną w marszu, której czoło dochodziło miejscowości Poddębice, Szadek i Łask.
Po południu eskadry przegrupowała się na lądowisko Lubień. Z nowego lotniska załoga por. Gliszczyńskiego rozpoznawała w rejonie Łęczyca–Ozorków–Pabianice. W pobliżu Koła samolot por. Gliszczyńskiego zaatakowany został przez klucz Me–110. Lecąc tuż nad polami zgubił ścigające go Messerschmitty. „Karaś” z przepalonym kolektorem wylądował w Lubieniu. Przed wieczorem załogi por. Noetzla i pchor. Żychowicza rozpoznawały ruchy oddziałów wroga w rejonie Kalisz–Łęczyca.
8 września wykonano 5 zadań rozpoznawczych. Załoga kpt. Badowskiego stoczyła podczas lotu ciężką walkę z Me-109. Mocno postrzelany samolot odesłano do ruchomego parku w Kłodawie.
9 września załoga: pchor. obs. Żmichowski, pchor. pil. Malczewski i strzelec ppor. obs. Bręczewski, działając w asyście 6 myśliwców, rozpoznawała dyslokację, siły i rodzaj wojsk przeciwnika w rejonach i na drogach: Skierniewice–Sochaczew–Głowno–Łódź–Ozorków–Łęczyca. Rozpoznanie wiązało się z przygotowanym kontrnatarciem Grupy Operacyjnej gen. Knolla-Kownackiego. Załoga wykonała zadanie z wynikiem pomyślnym i otrzymała pochwałę od dowódcy Armii „Poznań”. Tego dnia dokonywały również rozpoznania załogi por. por. Bonkowskiego i Gliszczyńskiego potwierdzając marsz licznych oddziałów pancerno-motorowych zmierzających w kierunku Warszawy.
10 września eskadra dysponowała 5 samolotami typu „Karaś” i 1 RWD-8. W tym dniu kpt. Badowski otrzymał rozkaz przygotowania wyprawy bombowej w celu wsparcia kontrnatarcia wojsk gen. Knolla-Kownackiego. Wkrótce jednak przygotowania odwołano. Przed południem wystartowała załoga por. obs. Bonkowskiego na rozpoznanie walk i przemieszczeń nieprzyjacielskich kolumn na kierunkach Łódź–Sochaczew przez Skierniewice. Wykryto duże kolumny zmotoryzowane przesuwające się w kierunku Kutno–Sochaczew. Po wylądowaniu kpr. Jankowski na RWD-8 dostarczył meldunek do sztabu armii. Lot por. Bonkowskiego był osłaniany przez 2 klucze myśliwców.
W południe eskadra wróciła na lądowisko Krośniewice-Perna. Stacjonował tu II pluton 36 eskadry obserwacyjnej. Otrzymano wiadomość o tragicznym losie załogi por. Grekowicza-Grochowskiego. Z nowego lądowiska załoga por. Gliszczyńskiego rozpoznawała rejon Konin–Koło. Obecność myśliwców Luftwaffe zmusiła załogę do powrotu. W tym czasie por. Martyni i por. Michalak rozpoznawali na RWD-8 przyszłe lądowiska eskadry.
11 września załogi pchor. pchor. Żychowicza i Żmichowskiego rozpoznawały rejon walk wojsk gen. Knolla-Kownackiego. Na rozpoznanie polecieli też por. obs. Michalak, ppor. pil. Kosmowski i kpr. strz. Wawrzak. 

Ppor. Kosmowski tak opisał ten lot:

Start z lotniska koło Krośniewic. Otrzymaliśmy zadanie rozpoznania rejonu Tomaszów Mazowiecki–Skierniewice–Sochaczew, w celu stwierdzenia działalności niemieckich kolumn pancernych operujących na kierunek warszawski. Start około godziny przed zmrokiem. W locie powrotnym, na skutek nagłego pogorszenia pogody i gęstniejącej mgły, obserwator nie mógł odnaleźć lotniska. Zapadający mrok zmusił nas do lotu na wysokości około 200 m na płd. wschód od Wisły, aby po nabraniu wysokości wyskoczyć ze spadochronem. W tym czasie „Karaś” dostaje silny ogień z ziemi i to celny. W kabinie czuć swąd! W pewnym momencie maszyna zderza się z ziemią i zapala (prawdopodobnie był uszkodzony wysokościomierz). Załoga wychodzi z kraksy bez szwanku. Wypadek miał miejsce w m. Sobota koło Łodzi. Meldunek z rozpoznania doręczono następnego dnia, gdy wróciliśmy do eskadry.

12 września załoga por. Gliszczyńskiego rozpoznała obszar Ozorków–Zgierz, wykrywając oddziały niemieckie w marszu na drogach Dobra–Uniejów i Zgierz–Ozorków, a załoga por. Bonkowskiego wykryła duże zgrupowanie piechoty, artylerii i czołgów w rejonie Strykowa i Głowna. Z obawy przed wykryciem i zniszczeniem lotniska  kpt. Badowski przesunął eskadrę na lądowisko Wola Raciborowska.
13 września wykonano tylko jeden lot rozpoznawczy na kierunku Błonie–Sochaczew–Warszawa. Po południu sierż. pil. Eder odprowadzał do Bazy nr 3 „Karasia” z przepalonym kolektorem. Samolot został zestrzelony przez własne oddziały, co zmusiło pilota do lądowania. Uszkodzony samolot pozostawiono, a załoga przedostała się do Warszawy.
14 września nie wykonywano zadań bojowych. Pogarszająca się sytuacja militarna spowodowała połączenie 34 eskadry rozpoznawczej z 33 eskadrą obserwacyjną. Przed wieczorem połączona jednostka przesunęła się do Brzozowa. Wkrótce nowy rozkaz nakazał przelot rzutem powietrznym do Luszyna. Po wylądowaniu samoloty ukryto na skraju małego lasku, a personel zakwaterowano w folwarku. Przewidując możliwość bombardowania przez Luftwaffe, kpt. Badowski polecił personelowi przenieść się na lądowisko. Stan samolotów w tym dniu to: 3 „Karasie” i 1 RWD-8.
15 września nie było lotów bojowych. Niemieckie samoloty nieustannie bombardowały Luszyn. Ucierpiały tabory i wozy amunicyjne.  Na lotnisku - zniszczony został „Karaś”.
16 września  2 „Karasie” eskadry odleciały do Brzozowa, a RWD-8 został przekazany dowódcy plutonu łącznikowego nr 6. Do Brzozowa maszerował także rzut kołowy eskadry. Podczas bombardowania i artyleryjskiego ognia 1 „Karaś” został zniszczony, a drugi uszkodzony. O 21.30 personel eskadry odjechał w kierunku przeprawy w Młodzieszynku. Na skutek zatarasowania dróg, personel eskadry spieszono, a samochody zniszczono.
17 września na drogach trwał bardzo silny ostrzał i bombardowanie lotnicze. Wieczorem lotników dołączono do grupy wojsk, która dotarła 20 września do Warszawy i tam weszła w skład batalionu lotniczego. Personel techniczny eskadry zmontował w warsztatach Szkoły Podchorążych Lotnictwa samolot PZL-5, na którym 25 września odlecieli do Rumunii podchorążowie Anders i Malczewski. Ta sama ekipa mechaników przyjęła 26 września samolot PZL-46 „Sum” z emisariuszami Naczelnego Wodza z Rumunii, wyprawiając go dnia następnego na Litwę.
W tym dniu na lotnisku Brzozów por. Martyni, ppor. Kosmowski i kpr. Zamojski, usiłowali naprawić uszkodzonego „Karasia”. Około godz. 22.00 lotnisko zostało ostrzelane przez artylerię, a odłamki pocisków trafiły w samolot. Por. Martyni nakazał samolot zniszczyć, a następnie udano się na przeprawę w Młodzieszynku. Eskadra nie posiadała już samolotów.
| Działania eskadry | Działania eskadry                                                     | Działania eskadry                                                     | Działania eskadry                                                     |
| ----------------- | --------------------------------------------------------------------- | --------------------------------------------------------------------- | --------------------------------------------------------------------- |
|                   | Loty bojowe                                                           | Tonaż bomb                                                            | Zestrzelenia                                                          |
| 48                |                                                                       |                                                                       |                                                                       |
| Straty eskadry    |                                                                       |                                                                       |                                                                       |
| Polegli           | por. Grekowicz-Grochowski, por. Górecki; pchor. Weyman; kpr. Pingot   | por. Grekowicz-Grochowski, por. Górecki; pchor. Weyman; kpr. Pingot   | por. Grekowicz-Grochowski, por. Górecki; pchor. Weyman; kpr. Pingot   |
| Ranni             | kpr. Stengierski, kpr. Witkowski                                      | kpr. Stengierski, kpr. Witkowski                                      | kpr. Stengierski, kpr. Witkowski                                      |
| Zaginieni         | por. Sławomirski, pchor. Sobczak; kpr. Orlikowski, kpr. Wiewiórkowski | por. Sławomirski, pchor. Sobczak; kpr. Orlikowski, kpr. Wiewiórkowski | por. Sławomirski, pchor. Sobczak; kpr. Orlikowski, kpr. Wiewiórkowski |
| Samoloty          |                                                                       |                                                                       |                                                                       |
| Stan              | Uzupełnienie                                                          | Zniszczone                                                            | Ewakuacja                                                             |
| 10 PZL.23 Karaś   | 0                                                                     | 10                                                                    | 0                                                                     |

## Personel eskadry

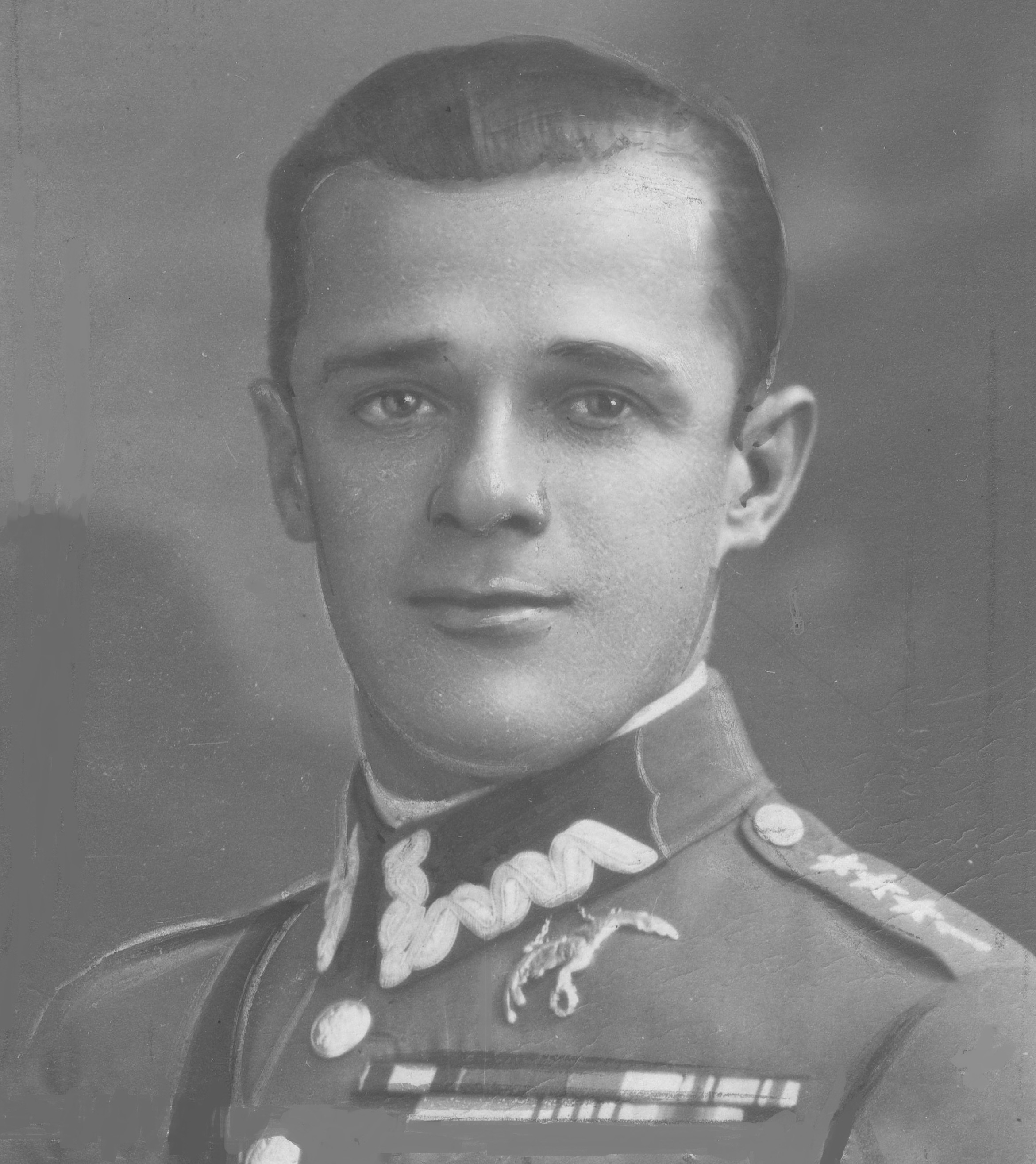
Kpt. pil. Józef Piasecki

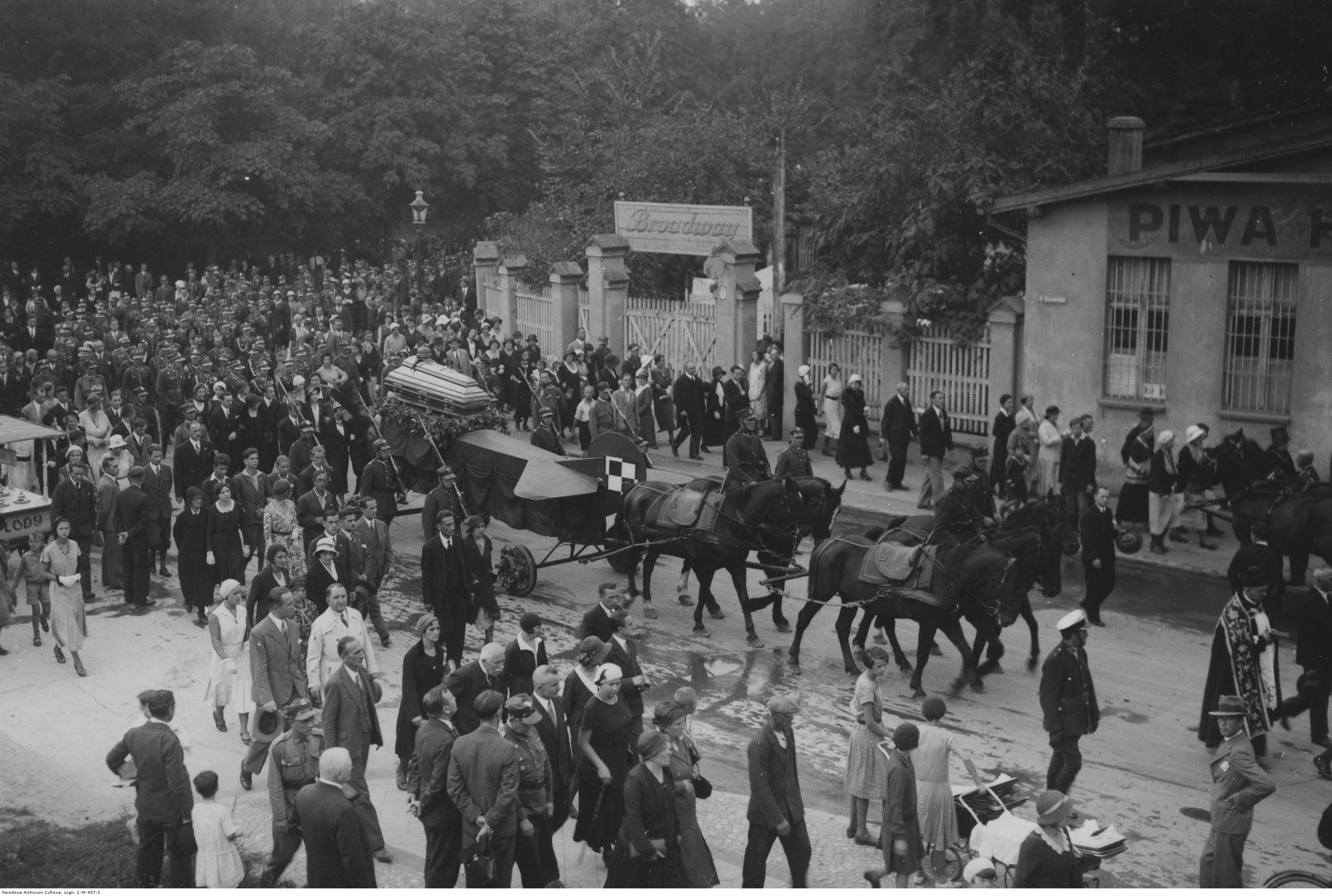
Pogrzeb kpt. pilota Józefa Piaseckiego w Poznaniu 8 września 1932

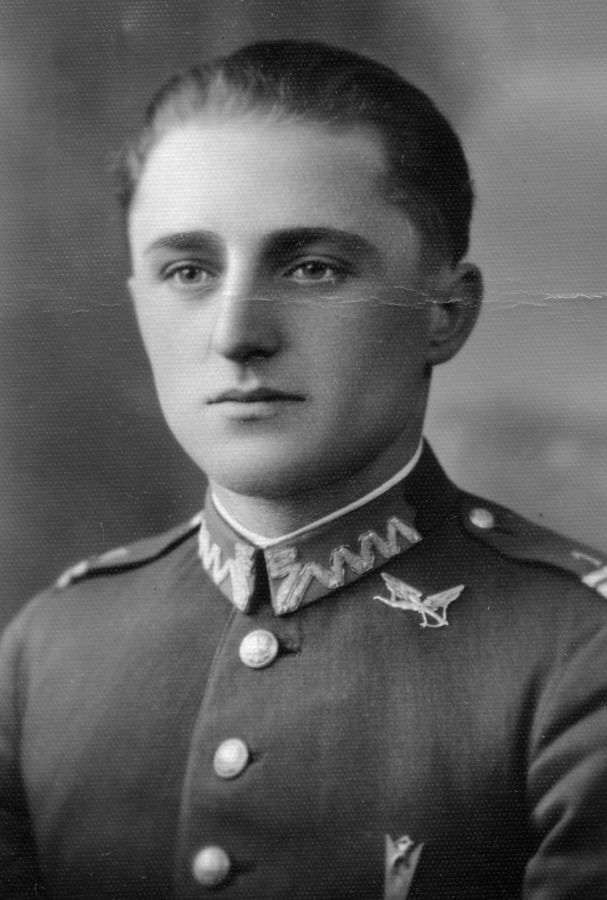
Ppor. obs. Czesław Świerkosz (1910–1939)

| Imię i nazwisko                   | Okres pełnienia służby  | Kolejne stanowisko |
| --------------------------------- | ----------------------- | ------------------ |
| kpt. pil. Adam Kowalczyk          | 1925 – III 1926         |                    |
| por. pil Jan Kowalski             | III 1926 – XI 1928      |                    |
| kpt. pil. Julian Stachurski       | XI 1928 – X 1929        |                    |
| kpt. pil. Kazimierz Lasocki       | X 1929 – VII 1932       |                    |
| kpt. pil. Józef Wincenty Piasecki | 1 VII 1932 – †4 IX 1932 |                    |
| kpt. obs. Władysław Żaczkiewicz   | 4 IX 1932 – 28 III 1933 |                    |
| kpt. pil. Józef Jasiński          | 28 III 1933 – XII 1934  |                    |
| kpt. pil. Tadeusz Mosakowski      | XII 1934 – III 1935     |                    |
| kpt. obs. Mieczysław Wiśniowski   | III 1935 – 1 XII 1935   |                    |
| kpt. obs. Zygmunt Zbrowski        | 1 XII 1935 – XII 1936   |                    |
| kpt. obs. Jan Kulza               | XII 1936 – 5 VI 1937    |                    |
| kpt. obs. Kazimierz Grabianowski  | 5 VI 1937 – X 1938      |                    |
| kpt. pil. Karol Zaucha            | X 1938 – 2 XII 1938     |                    |
| kpt. obs. Janusz Badowski         | 2 XII 1938 – IX 1939    |                    |

| Stanowisko         | Stopień imię i nazwisko                   | Przydział we wrześniu 1939 |
| ------------------ | ----------------------------------------- | -------------------------- |
| dowódca            | kpt. Janusz Ładysław Badowski             |                            |
| zastępca dowódcy   | kpt. Karol Zaucha                         |                            |
| oficer taktyczny   | Vakat                                     |                            |
| oficer techniczny  | ppor. Stanisław Gidaszewski               |                            |
| starszy obserwator | por. Franciszek Kryszczuk                 |                            |
| pilot.             | ppor. Janusz Bogdan Kosmowski             |                            |
| obserwator         | por. Kazimierz Nowak                      |                            |
| obserwator         | por. Franciszek Grzegorz Florian Michalak |                            |
| obserwator         | por. Antoni Mikienko                      |                            |
| obserwator         | ppor. Eugeniusz Zdzisław Ebenrytter       |                            |

| Dowództwo eskadry              | Dowództwo eskadry                     | Dowództwo eskadry                     |
| Stanowisko                     | Stopień imię i nazwisko               | Stopień imię i nazwisko               |
| ------------------------------ | ------------------------------------- | ------------------------------------- |
| dowódca eskadry                | kpt. obs. Janusz Badowski             | kpt. obs. Janusz Badowski             |
| oficer taktyczno-operacyjny    | por. obs. Stanisław Martyni           | por. obs. Stanisław Martyni           |
| lekarz eskadry                 | ppor. rez. lek. Czesław Kołaczkowski  | ppor. rez. lek. Czesław Kołaczkowski  |
| oficer techniczny eskadry      | ppor. techn. Ciszewski                | ppor. techn. Ciszewski                |
| szef mechaników                | st. majster wojsk. Antoni Pietkiewicz | st. majster wojsk. Antoni Pietkiewicz |
| szef administracyjny eskadry   | st. sierż. Antoni Sierpowski          | st. sierż. Antoni Sierpowski          |
| Załogi samolotów               |                                       |                                       |
| Obserwatorzy                   | Piloci                                | Strzelcy pokładowi                    |
| por. Jerzy Bońkowski           | ppor. Janusz Kosmowski                | kpr. Bernard Czerny                   |
| por. Zdzisław Gliszczyński     | pchor. Kazimierz Sobczak              | kpr. Stanisław Marczak                |
| por. Edmund Górecki            | pchor. Ryszard Malczewski             | kpr. Jan Stengierski                  |
| por. Zbigniew Grochowski       | pchor. Ludwik Weyman                  | kpr. Stanisław Wawrzak                |
| por. Franciszek Michalak       | sierż. Wojciech Kot                   | kpr. Jan Wiewiórkowski                |
| por. Marian Noetzel            | sierż. Marian Eder                    | kpr. Jan Wilkowski                    |
| por. Julian Sławomirski        | plut. Stefan Harenda                  |                                       |
| ppor. rez. Marian Bręczewski   | kpr. Benedykt Jankowski               |                                       |
| ppor. rez. Kazimierz Śliwiński | kpr. Stanisław Orlikowski             |                                       |
| pchor. Stefan Żmichowski       | kpr. Alojzy Patocki                   |                                       |
| pchor. Henryk Żychowicz        | kpr. Marian Pingot                    |                                       |
|                                | kpr. Wilhelm Warchołek                |                                       |
| kpr. Michał Zamojski           |                                       |                                       |

## Wypadki lotnicze
- 12 listopada 1929 podczas kręcenia zdjęć do filmu „Gwiaździsta Eskadra” zginął tragicznie por. pil. Jan Bilski. Jego samolot został zaczepiony podwoziem myśliwca, który pilotował por. pil. Eugeniusz Wyrwicki o skrzydło samolotu por. Bilskiego. Po zderzeniu Potez XV runął na ziemię. Z por. Bilskim zginął ppor. obs. Feliks Lipiński z 35 eskadry. Myśliwiec bezpiecznie wylądował[2].
- 12 maja 1932 na skutek zapalenia się samolotu zginął st. sierż. pil. Antoni Karliński, który w tym czasie był oddelegowany do Ośrodka Lotniczego Przysposobienia Wojskowego mieszczącego się na lotnisku Lublinek koło Łodzi. Razem z nim zginął plut. pil. Jan Piaseczyński z 4 pułku lotniczego[5].
- 4 września 1932 na skutek defektu sinika, podczas startu samolotu zginął kpt. pil. Jan Piasecki[5].
- 5 czerwca 1937 zginął podczas lotu nocnego kpt. pil. Franciszek Bekasiak oraz kpt. obs. Jan Kulze. Wypadek zdarzył się podczas zawodów eskadr liniowych 3 Grupy Lotniczej[6].
- 16 sierpnia 1939 w Biedrusku podczas ćwiczeń zginęła na samolocie PZL.23 Karaś załoga st. sierż. pil. Stefan Malak, por. obs. Czesław Świerkosz oraz kpr. strz. sam. Antoni Chlasta[6][36].

## Samoloty eskadry
W 1939 eskadra dysponowała 10 samolotami PZL.23B Karaś i 1 samolotem RWD-8.

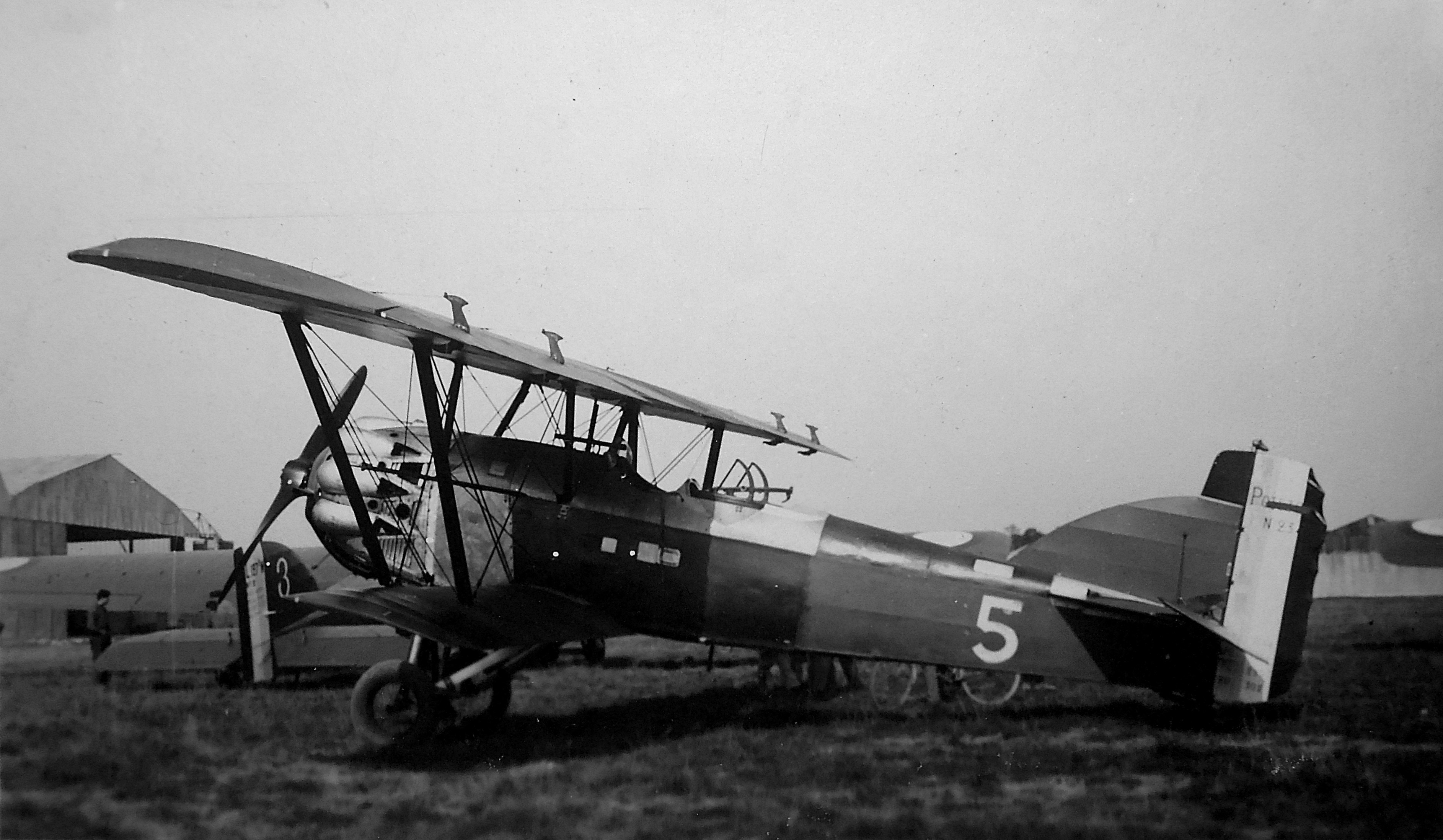
Potez XXV
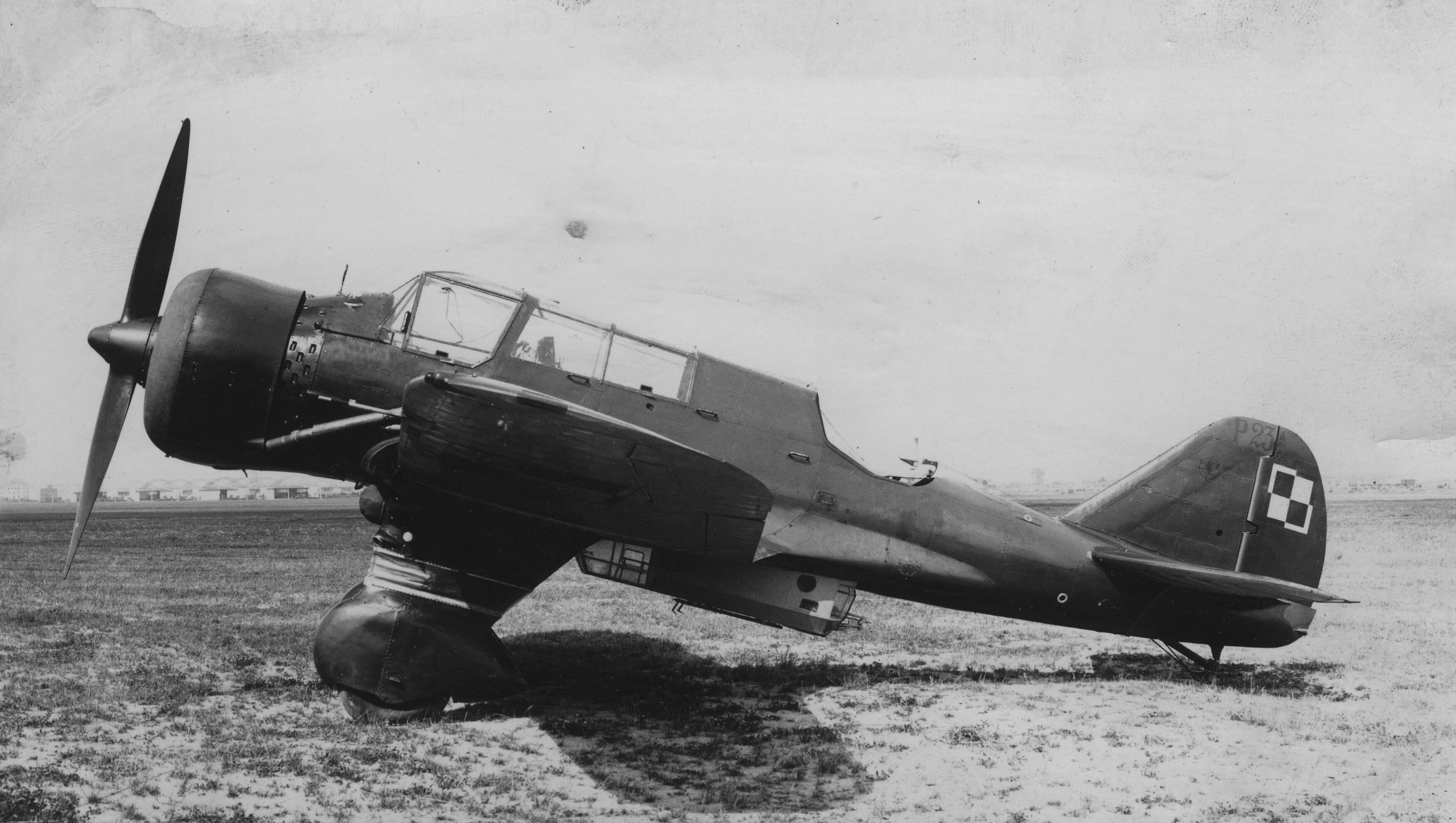
PZL.23 Karaś
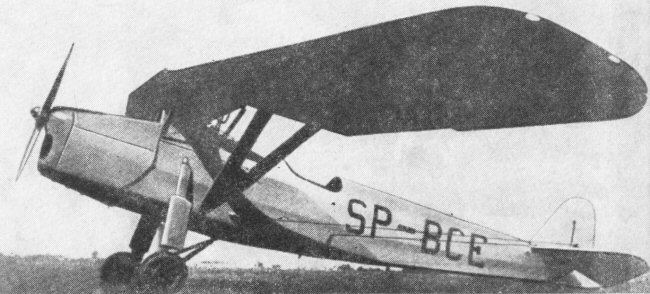
RWD-8